# جامپیرو مارینی
جامپیرو مارینی (به ایتالیایی: Giampiero Marini) بازیکن فوتبال و اهل ایتالیا است 

## تیم ملی
از سال ۱۹۸۰ میلادی عضو تیم ملی فوتبال ایتالیا بوده و در ۲۰ بازی ملی حضور داشته‌است. او در بازی‌های ملی‌اش گلی به ثمر نرساند.
جامپیرو مارینی آخرین بازی ملی خود را در سال ۱۹۸۳ میلادی انجام داد.